# Dextromethorfan
Dextromethorfan (DXM) is de actieve stof en is in hoestsiroop tegen prikkelhoest. Het is de rechtsdraaiende enantiomeer van levomethorfan. Vanaf circa 10 maal de aanbevolen dosering kunnen er dissociatieve effecten optreden, en de stof kent dan ook een geschiedenis van misbruik, voornamelijk door jongeren en mensen zoekend naar een legale manier om high te worden. De stof zit in bereidingen die bekend zijn onder de merknamen Bisoltussin (Boehringer Ingelheim), Dampo Bij Droge Hoest (Roche), Darolan Hoestprikkeldempend (Heca), Daromefan (Heca), Rami dextromethorfan (Pfizer).
Dextromethorfan is werkzaam op de opiaatreceptoren in het centraal zenuwstelsel als agonist. In tegenstelling tot andere opiaten heeft de stof geen pijnstillende werking, noch is er acuut gevaar voor verslaving. Hierdoor heeft dextromethorfan grotendeels hoestdranken met codeïne vervangen. Langdurige recreatieve gebruikers van de stof kunnen echter een psychologische verslaving ontwikkelen.

## Werking
Dextromethorfan dempt de hoestprikkel bij droge of prikkelhoest, waarbij de keel en longen geïrriteerd zijn maar er geen vervuiling opgehoest wordt. Na doorbreken van de bloed-hersenbarrière is DXM werkzaam via de volgende mechanismen:
- NMDA-receptor, DXM is een antagonist op de NMDA-glutamaatreceptor
- Dopamine-heropname wordt beperkt (werkzaam als Dopamine heropname remmer)
- Sigmareceptoren, DXM is een agonist op de σ1- en σ2-opiaatreceptoren, evenals PCP
- Serotonine-heropname wordt beperkt (werkzaam als zogenaamde Serotonineheropnameremmer)

## Dosering
In hoeststropen komt DXM meestal voor als oplossing van dextromethorfanhydrobromide, het HBr-zout van DXM. Doseringsrichtlijn voor een volwassene is circa 15 mg DXM HBr elke 4 uur, met een maximum van 120 mg DXM HBr per 24 uur.
Dosering om psychotropische effecten te bereiken is ingewikkelder. Effecten treden op in fases of plateaus, en elk plateau kent zijn eigen dosering. Er worden vijf plateaus onderscheiden, waarvan het sigma-plateau moeilijk en niet zonder gevaar te bereiken is.
| Plateau    | Dosering per kilo lichaamsgewicht | Aantal ml stroop* |
| ---------- | --------------------------------- | ----------------- |
| 1e plateau | 1,5 - 2,5 mg/kg                   | 45 ml             |
| 2e plateau | 2,5 - 7,5 mg/kg                   | 115 ml            |
| 3e plateau | 7,5 tot ongeveer 15 mg/kg         | 260 ml            |
| 4e plateau | > 15 mg/kg                        | > 350 ml          |

*Bij een concentratie van 3 mg DXM HBr per ml en een lichaamsgewicht van 70 kg

## Effecten
De eerste twee plateaus worden door veel gebruikers als prettig ervaren. Effecten zijn uiteenlopend, en worden omschreven als alcoholachtige effecten zonder de mentale 'vertraging' die hierbij op kan treden. Ook is er, vooral bij beginnende gebruikers een gevoel van euforie. Muziek kan buitengewoon mooi klinken, en emoties worden versterkt. Er is een licht gevoel van dissociatie van de buitenwereld, en sommige gebruikers vinden het gemakkelijker over gevoelige onderwerpen te praten.
Tussen de plateaus 1-2 en 3-4 zit een overgangsfase, waarin de gebruiker sterker vervreemdt (dissocieert) van zijn omgeving. Invoer van zintuigen naar de hersenen kan abrupt stoppen tijdens deze overgangsfase. 70% van de gebruikers zegt deze overgang te bemerken.
Ervaringen op de hogere plateaus zijn intenser en verschillen sterk per individu. Over het algemeen worden 'trips' gekenmerkt door geheel of gedeeltelijk verlies van zicht, en alle zintuigelijke waarneming raakt sterk gepulseerd (Engels: 'Flanging'). William E. Whites DXM FAQ, een van de meest uitgebreide bronnen over recreatief DXM-gebruik, geeft voorbeelden en een hypothetische verklaring. Gebruikers maken melding van contact met buitenaardse entiteiten. Het kortetermijngeheugen wordt sterk beperkt.
Over het sigma-plateau is beperkte anekdotische informatie beschikbaar. Dit plateau kan bereikt worden door tweemaal een 2e-plateau dosering te nemen, gevolgd door een 3e-plateau dosering, steeds drie uur uit elkaar. Risico op fatale effecten zijn enorm, en meer dan 50% van de gebruikers noemen de ervaring extreem onprettig, en wensen dit niet te herhalen.

## Gevaren en bijwerkingen
Bijwerkingen gekoppeld aan gematigd recreatief gebruik van dextromethorfan zijn onder andere winderigheid, vertraagd reactievermogen, misselijkheid, versnelde hartslag en verminderde seksuele activiteit. Bij hogere doses kunnen paniekaanvallen optreden. Overdosis kan leiden tot ernstige hersenbeschadigingen, coma en de dood. Bij het gebruik van deze stof als hallucinogene drug kan een bad trip voorkomen, met alle gevolgen van dien.
Langdurig gebruik/misbruik van DXM kan depressies, permanente hersenbeschadigingen, psychologische stoornissen zoals psychoses en een persoonlijkheidsverandering en beschadigingen aan lever, nieren en alvleesklier veroorzaken.
Indien het HBr-zout van dextromethorfan gebruikt wordt kunnen de broomionen broomvergiftiging veroorzaken. Verreweg de grootste oorzaak van doden door recreatief DXM-gebruik is echter niet de werkzame stof zelf, maar additieven in de hoestdrank zoals paracetamol of een antihistamine, welke bij hoge doseringen levensgevaarlijk zijn.

## Interacties
MAO-remmers (sommige antidepressiva, st. janskruid) en paroxetine kunnen in zeldzame gevallen in combinatie met DXM het serotoninesyndroom veroorzaken.

## Contra-indicaties
Gebruik van dextromethorfan bij overgevoeligheid voor dextromethorfan, ernstige leverfunctiestoornis of ernstige ademhalingsinsufficiëntie wordt ontraden. Voorzichtigheid is geboden bij gebruik van dextromethorfan bij leverfunctiestoornis, ademhalingsinsufficiëntie en astma.

## Metabolisme
Onderzoekers van het Erasmus Medisch Centrum ontdekten dat het metabolisme van het anti-kanker medicijn tamoxifen is te voorspellen na een proefdosis dextromethorfan.